# Цифровой формат
Цифровой формат — тип сигналов и форматов данных в электронике, использующих дискретные состояния (в отличие от аналогового сигнала, использующего непрерывные изменения сигнала).
В цифровом или электронном виде представлено программное обеспечение, загруженный на компьютер контент любого формата.

## Описание
Цифровые сигналы существуют как последовательности чисел во времени. Обычно используются два числа, 0 и 1 (т. н. биты).
Слово цифровой также обозначает способ сохранения данных в цифровом (двоичном) формате. Например цифровая фотография — это означает, что фотография сохранена в цифровом виде, то есть цвета описываются битами.